# Jan Herzer
Jan Herzer (13. listopadu 1850 Josefov u Jaroměře – 13. dubna 1903 Praha-Nové Město) byl český středoškolský profesor, filolog-romanista a propagátor francouzské kultury. V letech 1876–1901 vyučoval na gymnáziu v Praze. Byl autorem učebnic, slovníků a překladů z francouzštiny, němčiny a italštiny. Jeho slovníky jsou velmi rozsáhlé: dvousvazkový Slovník francouzsko-český (spoluautor Čeněk Ibl) z let 1894 a 1896 má celkem asi 2000 stran, 
trojsvazkový Českoněmecký slovník (Böhmischdeutsches Wörterbuch, spoluautor Vojtěch Prach) má asi 3400 stran.

## Život
Narodil se 13. listopadu 1850 v Josefově (dnes část Jaroměře) jako syn soustružníka. Absolvoval gymnázium v Hradci Králové a roku 1871 ukončil studia klasických a románských jazyků na pražské univerzitě. V letech 1871 a 1878 studoval rovněž v Paříži a roku 1872 v Lipsku. Roku 1879 získal titul doktora filozofie.
V roce 1872 nastoupil jako suplent na reálce v Hustopečích u Brna, odkud byl o rok později přeložen do Kroměříže a roku 1876 na první české státní reálné gymnázium v Praze, které sídlilo nejprve ve Spálené, později v Křemencově ulici. Několik let (v literatuře se vyskytují údaje 1883–93, 1884–87 a od r. 1885) působil souběžně jako lektor francouzštiny na pražské technice. V roce 1885 byl také jmenován přísežným tlumočníkem francouzštiny při c. k. zemském soudu v Praze.
Byl výborným pedagogem a propagátorem francouzského jazyka a literatury. Jeden ze životopisů ho charakterizoval slovy „zosobněný typ francouzské duše na české půdě“. Věnoval se studiu novofrancouzské literatury, tvorbou učebnic a slovníků i překlady uměleckých děl. Zabýval se ale také němčinou a italštinou. Za jeho nejvýznamnější prací byl považován francouzsko-český slovník, který sestavil společně s Čeňkem Iblem. Viz též sekci Dílo.
1. srpna 1901 odešel na vlastní žádost do penze kvůli vleklé plicní chorobě. Zemřel 13. dubna 1903 ve svém bytě v Praze-Novém Městě čp. 572-II (dnes rohový dům Sokolská 572/45 a Žitná 572/46, Praha 2) na tuberkulózu. Pohřben byl na Olšanech.

## Dílo
Byl autorem např. těchto knižně vydaných prací:
- Učebná kniha jazyka francouzského pro školy české (1881 s reedicemi)
- Skladba jazyka francouzského : pro vyšší třídy středních škol českých (1885)
- Cvičebná kniha ku překládání na jazyk francouzský (1886)
- Učebná kniha jazyka německého pro… (řada učebnic vydávaných po roce 1891)
- Slovník francouzsko-český (společně s Čeňkem Iblem), který vycházel nákladem Jana Otty na pokračování v sešitech od r. 1892[14] a pak knižně po r. 1896. Byl považován za Herzerovo nejzáslužnější dílo.[12] Připomínán byl ještě ve 20. letech, i když už s výhradami jako nedostačující pro moderní dobu.[15]
- Učebnice jazyka francouzského pro školy měšťanské (1896)
- Slovník česko-francouzský : kapesní vydání (1898)
- Návod k učební knize jazyka německého pro školy měšťanské (1899)
- Českoněmecký slovník = Böhmischdeutsches Wörterbuch (trojsvazkové dílo, vydáno posmrtně v letech 1909–1916; dostupné online; svazky 2 a 3 upravil Vojtěch Prach)
- Ottův slovníček česko-německý (1902, spoluautor: Josef V. Sterzinger)

Překlady a úpravy:
- Eugène Scribe: Diplomat (1882, v originále Le diplomate, veselohra)
- Alphonse Daudet: Králové ve vyhnanství (1882)
- François René de Chateaubriand: Příhody posledního Abenceraga (1882, v originále Les aventures du dernier Abencerage)
- Victor Hugo: Výbor básní Victora Huga (1884)
- Alphonse Daudet: Arelatka (1885, divadelní hra, v originále L’Arlésienne)
- Adolph Mussafia: Adolfa Mussafiy Mluvnice jazyka vlaského v pravidlech a příkladech (1885)
- Paolo Mantegazza: Psychologie lásky (1891)
- Paolo Mantegazza: Psychologie krásna (1892)
- Paolo Mantegazza: Psychologie záliby (1892-93)
- Paolo Mantegazza: Psychologie ženy (cca 1894)
- Pierre Maël: Tajemství severu (cca 1894)
- Frederick Marryat: Kadetova dobrodružství na moři (1894)
- Marie von Ebner-Eschenbachová: Obecní dítě (1902)
- Auguste Debay: Muž a žena v manželství : přírodopis a lékařské dějiny manželů v nejzvláštnějších podrobnostech (počátek 20. století)

Ve výročních zprávách středních škol uveřejnil studie o Voltairově Henriadě (Kroměříž 1875) a o životě a spisech Jeana Rotroua (Praha 1881). Přispíval do Ottova slovníku naučného pod značkou Hrz. Od roku 1882 byl editorem Francouzské bibliotéky.

## Rodina
26. července 1875 se v Hustopečích u Brna oženil s Annou Demelovou (1855-??) z Uherského Ostrohu. Měli syna Břetislava (1877-??), který se vyučil tiskařem, a dceru Olgu (1879-1960).
Rozvedli se 19. září 1885 u soudu na Král. Vinohradech a manželka se o několik let později odstěhovala do Pešti. Jeden z nekrologů to nepřímo zmínil slovy: „Kdo se znal s Herzerem v posledních letech, postřehl jako význačný jeho rys zahořklou skepsi, v niž vyústily jeho nezdary životní.“